# Zastava M70A
Застава М70А — сербский самозарядный пистолет, созданный на основе модели Zastava M57. На жаргоне известен как «Длинная девятка» (серб. дуга деветка).

## История
После окончания Второй Мировой войны было принято решение о создании для вооружённых сил Югославии пистолета, не уступавшего по характеристикам советскому пистолету ТТ. В результате на фабрике «Црвена Застава» был разработан 7,62-мм пистолет Zastava M57, который был принят на вооружение в качестве стандартного пистолета югославской полиции и Югославской народной армии. Позднее на основе конструкции M57 была создана модель M70A.
М70 разрабатывался в качестве оружия для армейских офицеров и сотрудников полиции. От прототипа М70 отличался типом используемых патронов, конструкцией дульного тормоза и рукояткой. Пистолеты М70 были приняты на вооружение армии и полиции Югославии, а также поставлялись на экспорт (в том числе для коммерческой продажи в качестве гражданского оружия).
Хотя новые модели постепенно вытесняют М70 и M70A, эти пистолеты всё ещё сохраняются в некоторых подразделениях полиции и вооружённых сил.

## Конструкция
Первый вариант M57 не включал в себя классический тормоз, как у M70A. Пистолет заряжается в один приём и работает по принципу короткой отдачи ствола. В канале ствола — шесть нарезов.

## Боевое применение
Пистолеты М70 и М70А применялись в ходе вооружённых конфликтов на территории Югославии, в том числе в гражданской войне в Югославии.